# Бакингем, Вик
Виктор Фредерик Бакингем (англ. Vic Buckingham; 23 октября 1915, Гринвич — 26 января 1995, Чичестер) — английский футболист и тренер. Проповедовал тотальный футбол.

## Карьера
Игровая карьера Бакингема длилась 15 лет и все эти годы он выступал за лондонский «Тоттенхэм». Всего за «шпор» он провёл 230 матчей и забил один гол. Тренерскую карьеру начал в любительском клубе «Пегас», затем перешёл в «Брэдфорд Парк Авеню». В 1954 году с клубом «Вест Бромвич Альбион» Бакингем сделал «дубль», выиграв Кубок и Суперкубок Англии. С «Аяксом» Вик выиграл чемпионат и Кубок Нидерландов за два года. С 1969 по 1972 год работал в Испании с «Барселоной» и «Севильей», завоевав с «сине-гранатовыми» Кубок Испании.

## Достижения
- Обладатель Кубка Англии: 1954
- Обладатель Суперкубка Англии: 1954
- Чемпион Нидерландов: 1960
- Обладатель Кубка Нидерландов: 1961
- Обладатель Кубка Испании: 1971